# Rhynchospora leucoloma
Rhynchospora leucoloma är en halvgräsart som beskrevs av A.C.Araújo och Longhi-wagner. Rhynchospora leucoloma ingår i släktet småag, och familjen halvgräs. Inga underarter finns listade i Catalogue of Life.